# Leucaena confertiflora
Leucaena confertiflora là một loài thực vật có hoa trong họ Đậu. Loài này được Zarate miêu tả khoa học đầu tiên.